# Orso d'argento per la migliore sceneggiatura
L'Orso d'argento per la migliore sceneggiatura (Silberner Bär/Bestes Drehbuch) è un premio cinematografico assegnato dalla giuria internazionale del Festival di Berlino alla migliore sceneggiatura (originale o meno) dei film presentati in concorso. Il riconoscimento è stato assegnato per la prima volta nell'edizione del 2008.

## Albo d'oro

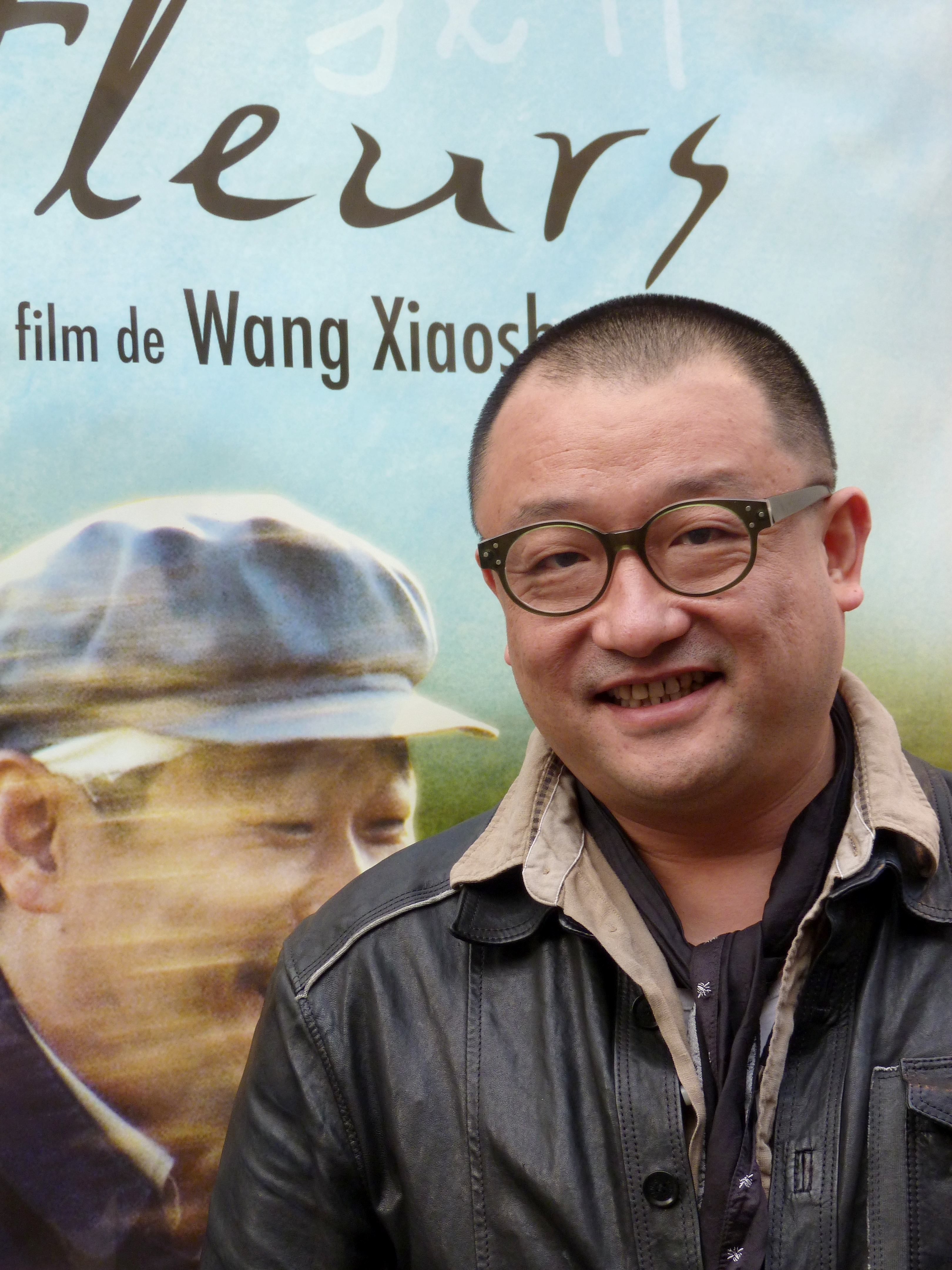
Wang Xiaoshuai, vincitore del primo Orso d'argento per la migliore sceneggiatura

### Anni 2000
- 2008:  Wang Xiaoshuai - In Love We Trust (Zuo You)
- 2009:  Oren Moverman e  Alessandro Camon - Oltre le regole - The Messenger (The Messenger)

### Anni 2010
- 2010:  Quan'an Wang e  Jin Na - Apart Together (Tuan Yuan)
- 2011:  Joshua Marston e  Andamion Murataj - La faida (The Forgiveness of Blood)
- 2012:  Nikolaj Arcel e  Rasmus Heisterberg - Royal Affair (En kongelig affære)
- 2013:  Jafar Panahi e  Kambuzia Partovi - Closed Curtain (Pardé)
- 2014:  Dietrich Brüggemann e  Anna Brüggemann - Kreuzweg - Le stazioni della fede (Kreuzweg)
- 2015:  Patricio Guzmán - La memoria dell'acqua (El botón de nácar)
- 2016:  Tomasz Wasilewski - Le donne e il desiderio (Zjednoczone Stany Miłości)
- 2017:  Sebastián Lelio e  Gonzalo Maza - Una donna fantastica (Una mujer fantástica)
- 2018:  Manuel Alcalá e  Alonso Ruizpalacios - Museo - Folle rapina a Città del Messico (Museo)
- 2019:  Claudio Giovannesi,  Roberto Saviano e  Maurizio Braucci - La paranza dei bambini

### Anni 2020
- 2020:  Fabio e Damiano d’Innocenzo - Favolacce
- 2021:  Hong Sang-soo - Inteurodeoksyeon
- 2022:  Laila Stieler - Rabiye Kurnaz gegen George W. Bush
- 2023:  Angela Schanelec - Music
- 2024: Matthias Glasner - Sterben[2]
- 2025:  Radu Jude per Kontinental '25